# Ernst Studer (Architekt)

Ernst Studer (ca. 1970)

Ernst Studer (* 16. Mai 1931 in Stallikon; † 22. Februar 2001 in Schinznach-Bad; heimatberechtigt in Werthenstein) war ein Schweizer Architekt und Hochschullehrer.

## Leben
Ernst Studer war Sohn des Gottlieb und der Anna Katharina, geborene Fässler. Er war ab 1955 in erster Ehe mit Yvonne Tennstedt und ab 1988 in zweiter Ehe mit Christa Susanna Rüegg verheiratet. Studer absolvierte von 1947 bis 1950 die Hochbauzeichnerlehre und ging von 1951 bis 1953 an die Kunstgewerbeschule Zürich. Von 1956 bis 1958 war er Fachhörer an der ETH Zürich bei William Dunkel und Hans Hofmann, wozu er parallel eine Tätigkeit bei Hans und Annemarie Hubacher verfolgte.

## Schaffen
Studer arbeitete von 1959 bis 1960 in Rotterdam. 1960 gründete er ein Architekturbüro in Zürich mit Joachim Naef, welchem 1962 sein Bruder Gottlieb Studer beitrat. Studer etablierte sich 1961 mit dem Erfolg im schweizerischen Wettbewerb für die Kollegiumskirche St. Martin in Sarnen. Er entwarf bedeutende Kirchen- und Gemeinschaftsbauten in Anknüpfung an die Formensprache Le Corbusiers und der Pop Art, zu welchen unter anderem die katholischen Kirchen in folgenden Ortschaften zählen:
- Nebikon (1964–1968)
- Kägiswil (1966–1970)
- Buttikon (1966–1970)
- St. Martin (Thun), Thun (1967–1971)
- Römisch-katholische Pfarrkirche St. Agatha, Buchrain (1969–1972)

Studer wurde 1972 Mitglied des Bunds Schweizer Architekten. An der ETH Zürich war er von 1974 bis 1976 Gastdozent und von 1981 bis 1996 ordentlicher Professor für Architektur.

## Ehemalige Assistentin
- Rita Schiess